# Susanna Fontanarossa
Pour les articles homonymes, voir Fontanarossa.

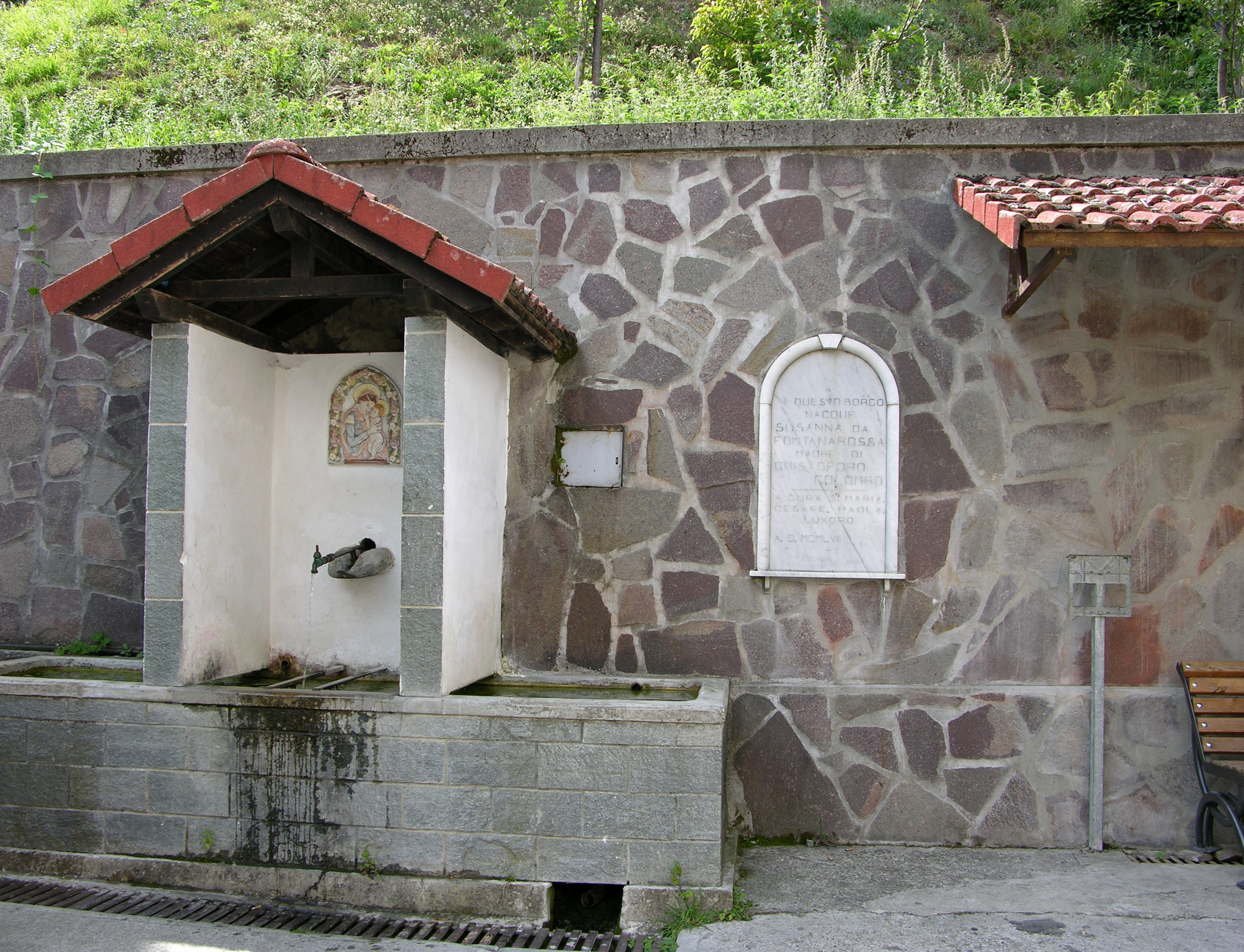
La fontaine et sa pierre murale à la mémoire de Susanna Fontanarossa dans le village du même nom.
L'inscription en italien se traduit ainsi : Susanna da Fontanarossa, mère de Christophe Colomb, est née dans ce village.
Érigé en 1958 (mcmlviii).

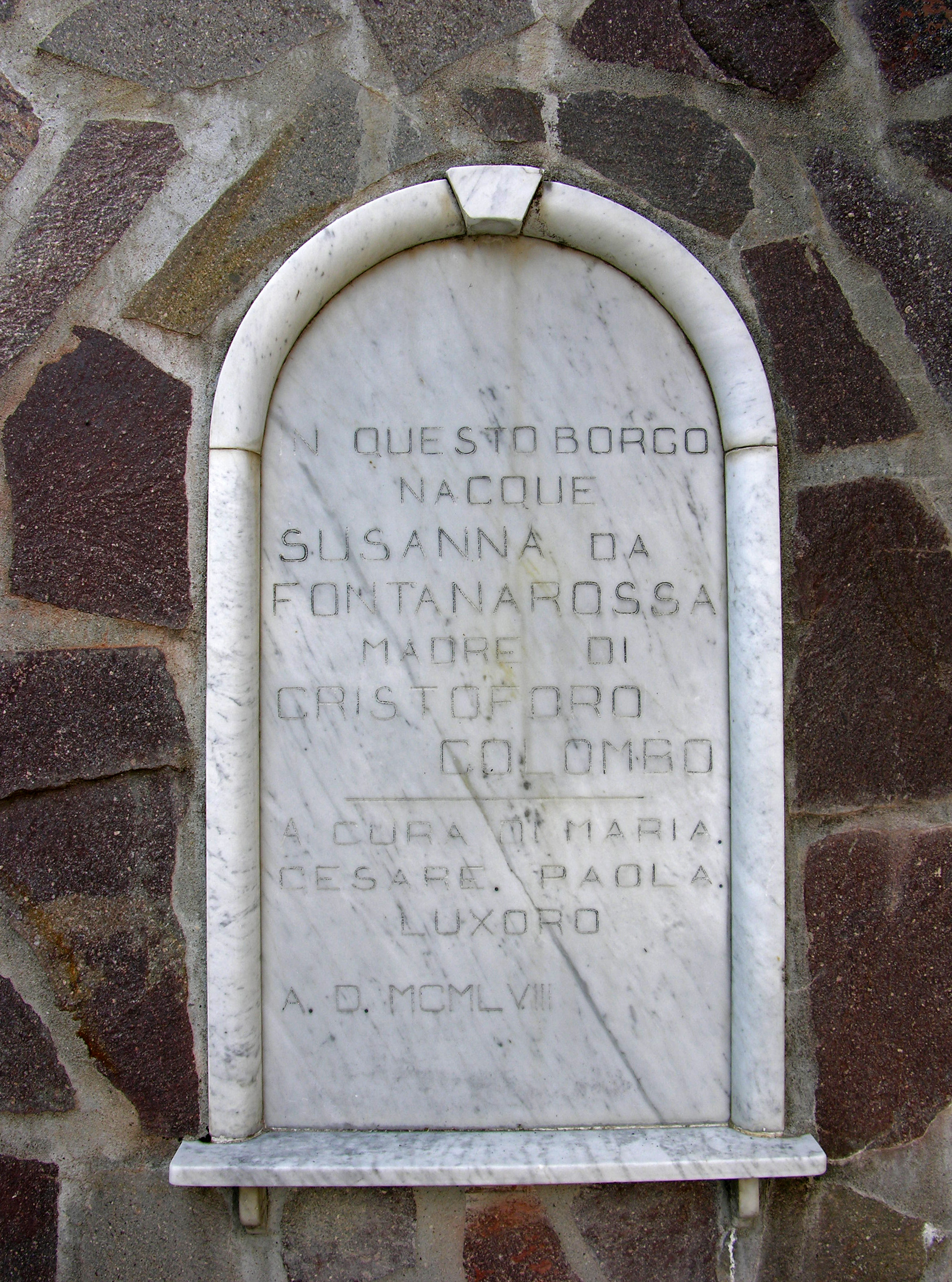
Détail de la plaque dédiée à Susanna Fontanarossa, permettant la lecture de l'inscription en italien

Susanna  Fontanarossa (1435-1489) est, selon un grand nombre de sources anciennes, la mère du  navigateur et explorateur Christophe Colomb (1451-1506). On ne sait presque rien à son sujet, si ce n'est son mariage, en 1445, à Domenico Colombo à qui elle donnera cinq enfants : Christophe Colomb, Bartolomeo, Giovanni, Giacomo, et une fille nommée Bianchinetta.
Diverses hypothèses ont été émises concernant son lieu de naissance ; la plus souvent citée le situe dans le Val Bisagno, car il existe un acte de vente notarié dans les archives de l'état de Gênes dans lequel figure ce texte en latin : « [Susanna], filia quondam Jacobi de Fontanarubra de Besagno, uxor Dominici de Columbo de Janua ac Christophorus et Pelegrinus filii eorum », qui peut se traduire ainsi : « [Suzanne], fille de Jacques de la Fontaine Rouge de Bisagno, épouse de Dominique de Colomb de Gênes et leurs fils Christophe et Pellegrino ». Or, il existe effectivement un village de Fontanarossa (Fontaine Rouge), un écart de Gorreto en Ligurie, dans le Val Trebbia à 31 km au nord de Gênes, à seulement 20 km au-delà du bassin versant de la rivière Bisagno ; on sait que le Val Bisagno était jadis un important district de l'ancienne République de Gênes. Le village de Fontanarossa possède une fontaine décorée d'une pierre portant l'inscription « Susanne de Fontanarossa, la mère de Christophe Colomb, est née dans ce village ».
D'autres historiens soutiennent que Susanna aurait été originaire de Quezzi, un quartier de la ville de Gênes, et produisent à l'appui de cette thèse divers documents:
- Le Cartulario Possessionum, de 1463, qui indique qu'un certain Antonio Fontanarossa fut taxé pour des biens qu'il possédait à la Villa di Quezzi, Podesteria del Bisagno ;
- Un acte du 3 mars 1465, qui cite plusieurs Fontanarossa parmi les habitants de Quezzi et du Ginestrato;
- Dans les archives de l'état de Gênes, sont conservés des documents relatifs à une affaire judiciaire entre Susanna et son frère Gualdino, lequel réclamait un droit de préemption sur certains biens vendus par Susanna à la demande de son mari. Ces actes portent les dates du 24 septembre et 18 octobre 1470, 25 et 30 mai 1471 et 14 avril 1472.
- Il y a avait à Quezzi, jusqu'aux années 1960 une maison réputée être celle des Fontanarossa et decorée d'une fresque représentant une caravelle et d'un buste de Chritophe Colomb.

Enfin, selon certaines sources, le lieu de naissance de Susanna serait non pas continental mais insulaire : il s'agirait de Monticello, un village à flanc de colline à proximité de Calvi, en Corse, alors possession génoise. 
On sait peu de choses à son sujet après la date de 1484. Elle meurt en 1489, avant son mari Domenico.